# 台湾総督府殖産局
台湾総督府殖産局（たいわんそうとくふしょくさんきょく）は、台湾総督府に置かれた内部部局。農業、工業、商業、水産業、林業、鉱業などを担当する部門である。

## 概要
1895年（明治28年）5月、台湾総督府が設置され、その民政局に殖産部が設置された。これが殖産局の嚆矢である。1897年（明治30年）11月、殖産部が廃止された。
1901年（明治34年）11月、民政部に殖産局が設置された。1939年（昭和14年）7月 、米穀事務所を所掌する米穀局（後に食糧局と改称）を分離設置。1943年（昭和18年）12月、殖産局などを改編し、農商局と鉱工局を設置し、食糧局を食糧部に改編し農商局の所掌とした。

## 沿革
- 1895年（明治28年）
  - 5月 - 台湾総督府民政局に殖産部を設置。農務課、商工課を置く[1]。
- 1896年（明治29年） - 部内に農商課、拓殖課、林務課、鉱務課を置く。
- 1897年（明治30年）11月 - 殖産部が廃止され[2]、民政局に殖産課を置く。
- 1898年（明治31年）6月 - 民政局が民政部となる。
- 1901年（明治34年）11月 - 民政部に殖産局を設置[3]。農商課、拓殖課、権度課を置く。
- 1902年（明治35年）6月 - 台湾総督府に臨時台湾糖務局を設置[4]。
- 1905年（明治38年） - 農商課、林務課、鉱務課、権度課の四課となる。
- 1909年（明治42年） - 農務課、商工課、林務課、鉱務課、権度課の五課となる。
- 1911年（明治44年）
  - 5月 - 庶務課、農務課、商工課、林務課、鉱務課、権度課、林野調査課、移民課の八課となる。
  - 10月 - 臨時台湾糖務局を廃止し[5]、殖産局に糖務課を置き九課となる。
- 1915年（大正4年） - 林野調査課を林野整理課に名称変更。
- 1919年（大正8年） - 庶務課、農務課、糖務課、林務課、鉱務課、商工課、水産課、林野整理課の八課となる。
  - 8月 - 民政部が廃止され、台湾総督府殖産局となる[6]。庶務課、農務課、糖務課、鉱務課、商工課、水産課の六課となる。
- 1920年（大正9年）9月 - 庶務課、農務課、糖務課、林務課、鉱務課、商工課、水産課の七課となり、新に営林所を所掌する。
- 1921年（大正10年）8月 - 度量衡所を所掌。

- 1924年（大正13年）12月 - 農務課、特産課、山林課、商工課の四課となる。
- 1926年（大正15年）10月 - 特産課、農務課、商工課、山林課、鉱務課、水産課の六課となる。
- 1939年（昭和14年）7月 -  米穀事務所を所掌する米穀局を分離設置。
- 1941年（昭和16年） - この年の設置課は、特産課、農務課、商工課、鉱務課、山林課、水産課、物価調整課の七課。
- 1942年（昭和17年）11月 - 総務課、商政課、鉱務課、農務課、山林課、水産課の六課となり、営林所を山林事務所と改称。
- 1943年（昭和18年）12月 - 殖産局などを改編し、農商局（農務課、水産課、山林課、商政課）、鉱工局（総務課、工業課、労政課、鉱務課、電力課、土木課）を設置。食糧局を食糧部（経理課、米穀課、食品課、食糧部事務所）に改編し農商局の所掌とした。
- 1944年（昭和19年）5月 - 鉱工局に地質調査所を設置。

## 機構
1945年現在。
- 鉱工局
  - 国民動員課、工業課、鉱務課、電力課、土木課
- 農商局
  - 農務課、耕地課、山林課、水産課、商政課
  - 食糧部 - 庶務課、米穀課、食品課

## 歴代局長

### 殖産局長・農商局長
| 氏名                     | 在任期間                        | 備考                     |
| 台湾総督府民政局殖産部長 | 台湾総督府民政局殖産部長        | 台湾総督府民政局殖産部長 |
| ------------------------ | ------------------------------- | ------------------------ |
| 橋口文蔵                 | 1895年5月21日 -                 | 心得                     |
| 不明                     | 1895年8月6日 -                  |                          |
| 押川則吉                 | 1896年4月23日 -                 |                          |
| （1897.11.1殖産部廃止）  |                                 |                          |
| 台湾総督府民政部殖産局長 |                                 |                          |
| 新渡戸稲造               | 1901年11月11日 - 1904年6月14日  | 心得                     |
| 祝辰巳                   | 1904年6月15日 - 1904年7月9日    | 心得                     |
| 祝辰巳                   | 1904年7月9日 - 1906年4月14日    | 兼務                     |
| 祝辰巳                   | 1906年4月14日 - 1906年11月13日  |                          |
| 竹島慶四郎               | 1906年11月13日 - 1907年4月1日   | 心得                     |
| 宮尾舜治                 | 1907年4月1日 - 1910年9月15日    |                          |
| 高田元治郎               | 1910年9月15日 - 1919年8月20日   |                          |
| 台湾総督府殖産局長       |                                 |                          |
| 高田元治郎               | 1919年8月20日 - 1921年9月17日   |                          |
| 川崎卓吉                 | 1921年9月17日 - 1922年4月1日    |                          |
| 喜多孝治                 | 1922年4月1日 - 1924年12月23日   |                          |
| 片山三郎                 | 1924年12月23日 - 1927年7月27日  |                          |
| 高橋親吉                 | 1927年7月27日 - 1928年7月21日   |                          |
| 内田隆                   | 1928年7月21日 - 1929年8月10日   |                          |
| 百済文輔                 | 1929年8月10日 - 1931年5月8日    |                          |
| 殖田俊吉                 | 1931年5月8日 - 1933年8月4日     |                          |
| 中瀬拙夫                 | 1933年8月4日 - 1936年10月16日   |                          |
| 田端幸三郎               | 1936年10月16日 - 1939年12月27日 |                          |
| 松岡一衛                 | 1939年12月27日 - 1941年5月14日  |                          |
| 石井龍猪                 | 1941年5月14日 - 1942年10月14日  |                          |
| 須田一二三               | 1942年10月14日 - 1943年12月1日  |                          |
| 台湾総督府農商局長       |                                 |                          |
| 須田一二三               | 1943年12月1日 -                 |                          |

### 鉱工局長
| 氏名     | 在任期間                      | 備考 |
| -------- | ----------------------------- | ---- |
| 森部隆   | 1943年12月1日 - 1945年1月12日 |      |
| 森田俊介 | 1945年2月28日 -               |      |